# Kikula (1119 m)
Kikula (słow. Kykula, 1105 m) – szczyt należący do Grupy Wielkiej Raczy w Beskidzie Żywiecko-Kisuckim. Przez szczyt przebiega Wielki Europejski Dział Wodny (między zlewiskiem Bałtyku i Morza Czarnego) oraz granica polsko-słowacka. Na niektórych mapach szczyt ma wysokość 1119 m.
Kikula znajduje się pomiędzy Jaworzyną (1173 m) a przełęczą Przełęczą pod Banią (1000 m). Jest całkowicie porośnięta lasem. Stoki południowo-wschodnie (po słowackiej stronie) opadają do doliny potoku Šimkovego potoku, stoki północno-zachodnie (po polskiej stronie) do doliny potoku Z Ciapkowa. Grzbietem i przez szczyt Kikuli prowadzi czerwony szlak turystyczny.
Nazwa szczytu jest pochodzenia wołoskiego i oznacza zarośniętą górę. Polskie stoki Kikuli znajdują się w granicach miejscowości Rycerka Górna w województwie śląskim, w powiecie żywieckim, w gminie Rajcza. W regionalizacji fizycznogeograficznej Polski według Jerzego Kondrackiego Grupa Wielkiej Raczy zaliczana jest do Beskidu Żywieckiego, w nowszej polskiej regionalizacji z 2018 roku do Beskidu Żywiecko-Kisuckiego, na Słowacji do Beskidu Kisuckiego.

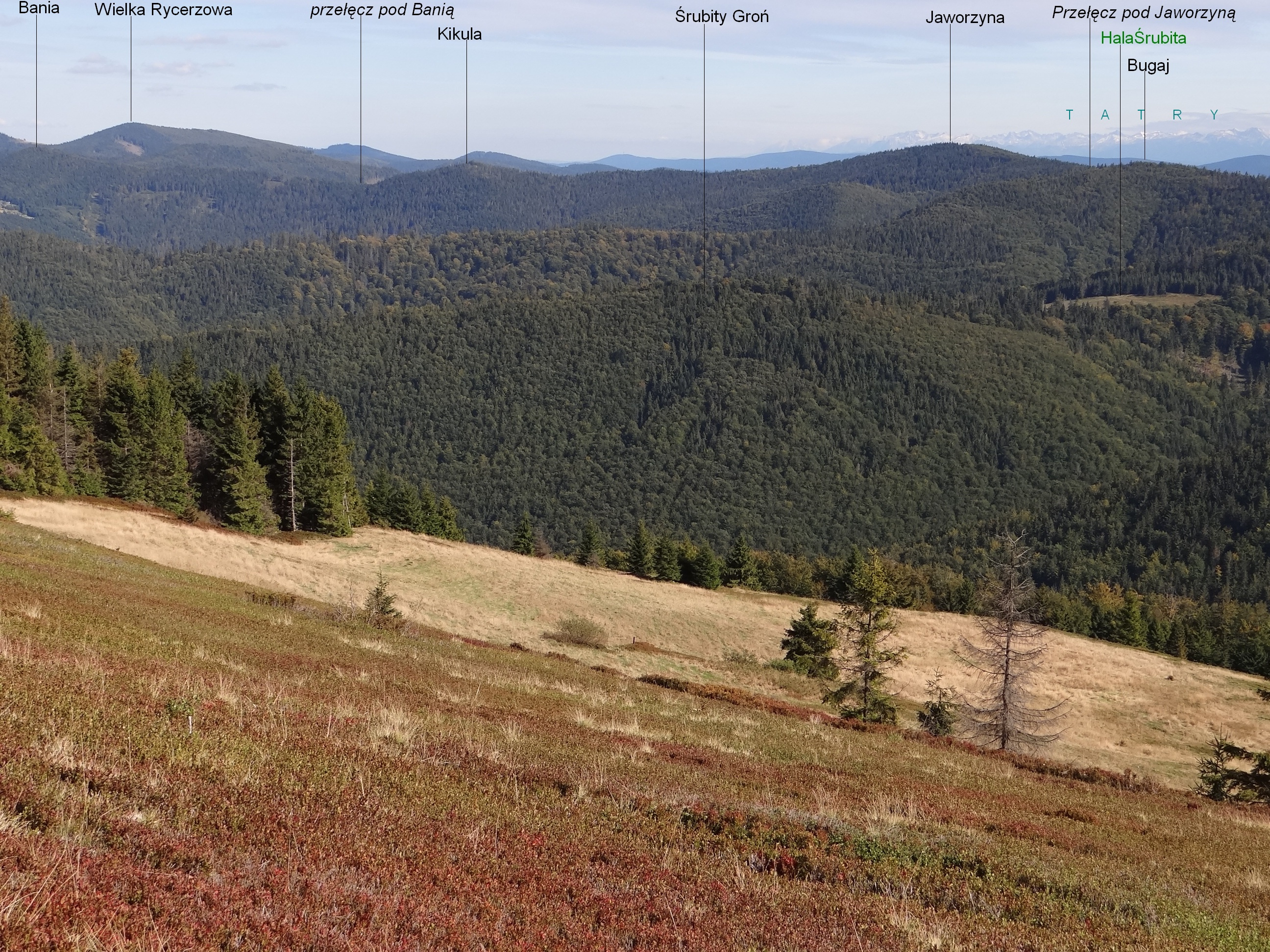
Widok z Hali na Małej Raczy

## Szlaki turystyczne
odcinek: Wielka Racza – przełęcz Przegibek – Bania – Majcherowa – Przełęcz pod Rycerzową.